# Heinrich VII. (Ortenburg)

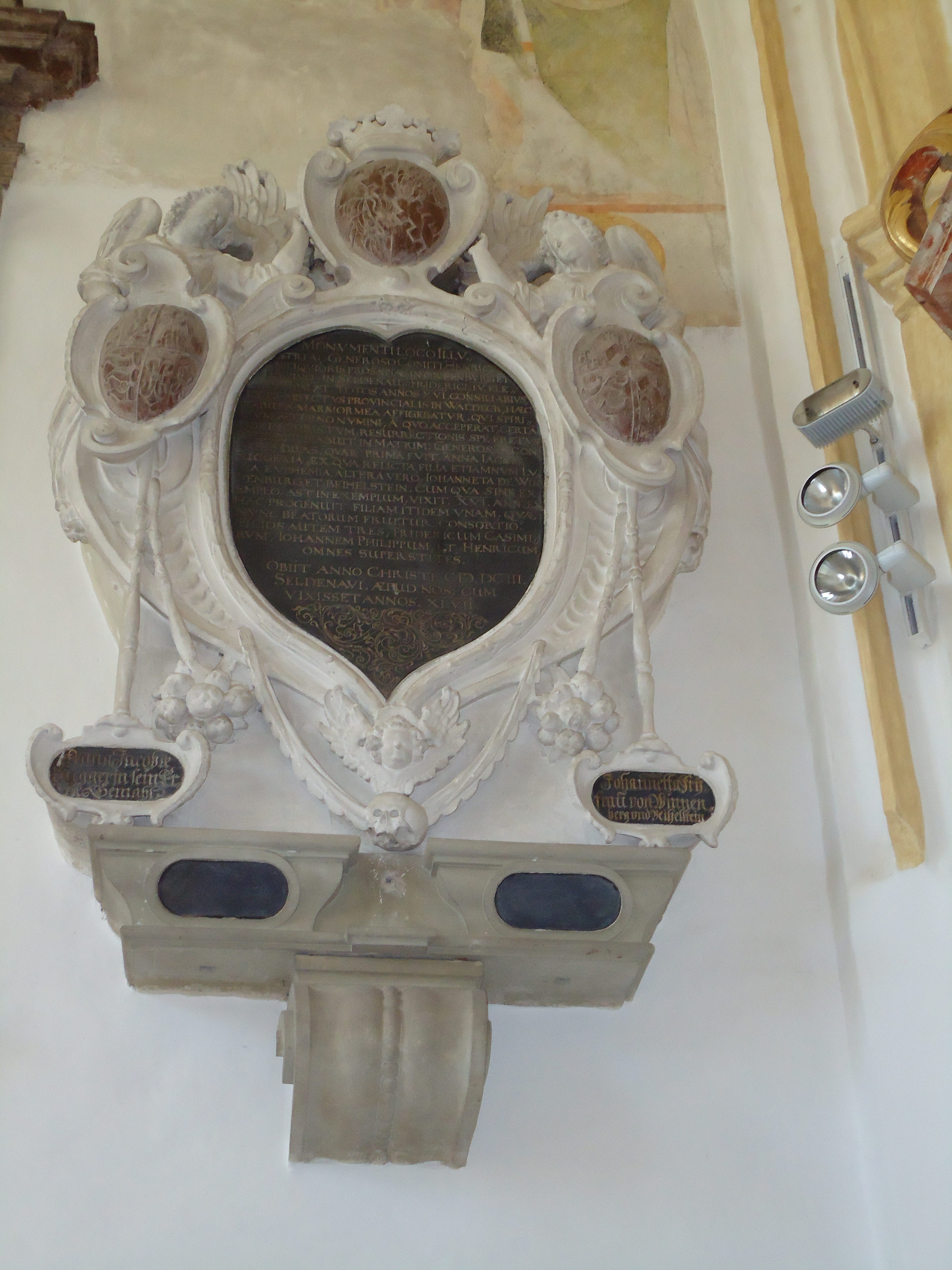
Epitaph für Heinrich VII. im Chorraum der evangelischen Marktkirche Ortenburg.

Graf Heinrich VII. (* 6. November 1556 in Söldenau; † 4. Juli 1603 ebenda) war Sohn des Grafen Johann III. von Ortenburg und der Freiin Euphemia von Spaur und stammte aus dem niederbayerischen Adelshaus der Ortenburger. In seiner kurzen Regentschaft versuchte er den großen Schaden, welchen sein Geschlecht unter seinem Vorgänger Graf Joachim erlitten hatte, wieder zu kompensieren.

## Leben und Wirken
Über das Leben Graf Heinrichs VII. ist nur wenig bekannt. Heinrich studierte 1576 in Padua. Auf der Heimreise wurde er durch den Bischof von Brixen gefangen gesetzt, welcher ihn zwingen wollte, sich von seinem calvinistischen Glauben abzuwenden und zum katholischen Glauben zurückzukehren. Heinrichs Besitz zu Söldenau und Saldenburg war stets geteilt mit seinem Onkel Ulrich III. bzw. dessen Erben. Mehrere Teilungsversuche scheiterten. Erst 1598 konnte sich Heinrich VII. das Schloss Söldenau als Residenz gänzlich sichern.
Zeitlebens befand sich Heinrich im Schatten des amtierenden Reichsgrafen Joachim und dessen Konflikt mit dem Herzogtum Bayern. Eben jener Streit Joachims zwang den damals 25-Jährigen im Jahre 1581 zu seiner ersten großen Amtshandlung. Die Ortenburger Lehen auf bayerischem Grund waren von Herzog Wilhelm V. infolge der Einführung der Reformation im Jahre 1563 und des seitdem anhaltenden Glaubenskonflikts eingezogen worden, darunter auch Teile der Besitzungen Heinrichs und dessen Onkels Ulrich III. Sie hatten zwar das Wohnrecht auf ihren Burgen und Schlössern, jedoch erhielten sie teilweise keinerlei Einnahmen von ihren bayerischen Besitztümern. Die Ortenburger waren somit gezwungen, Güter aus ihrem Privatvermögen zu verkaufen. Um welche es sich dabei handelte, ist jedoch unbekannt. Gemeinsam mit seinen beiden Onkeln Graf Joachim und Graf Ulrich III. unterzeichnete Heinrich VII. den Verkaufsvertrag der Güter mit Bischof Urban von Passau. Dieser erkaufte die Ländereien für die beträchtliche Summe von 19.000 Gulden.

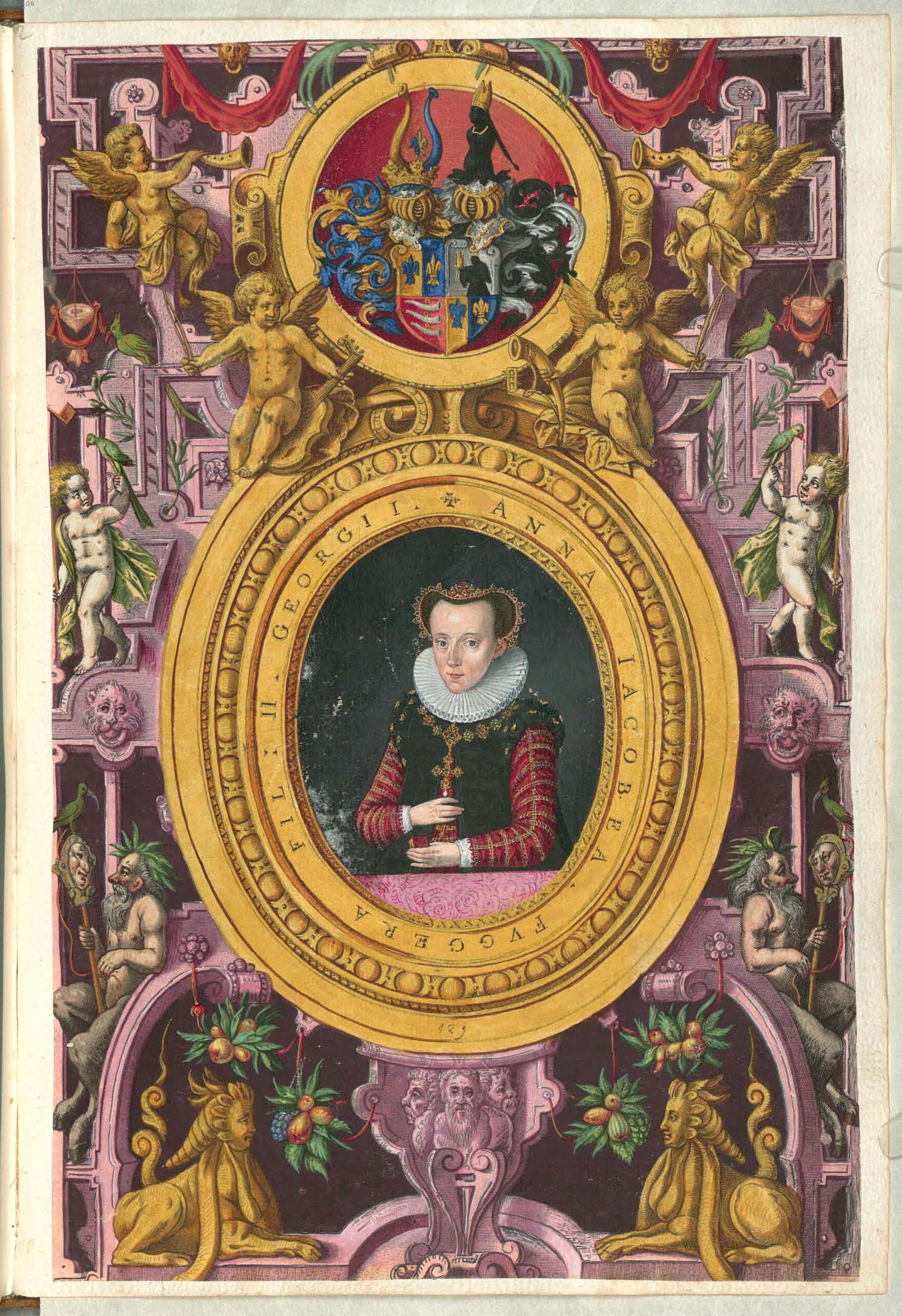
Anna Jakobäa von Fugger, Heinrichs erste Gemahlin.

Um der stetig wachsenden finanziellen Probleme Herr zu werden, suchte Heinrich sich bald ein gut bezahltes Amt. Mitte 1584 kam er an den kurpfälzischen Hof in Heidelberg. Dort lernte er seine erste Gemahlin, Freiin Anna Jakobäa von Fugger kennen, welche er am 21. Februar 1585 heiratete. Diese Ehe brachte Heinrich eine reiche Mitgift ein, welche er in seiner finanziellen Not gut brauchen konnte. Ein Jahr später, am 22. Februar 1586, trat Heinrich in den Dienst des Kurfürsten Friedrich IV. als Rat. Dieser erteilte ihm ebenso die Ämter des Landrichters und Pflegers zu Waldeck nahe Tirschenreuth. Am 29. Januar 1587 verstarb Anna Jakobäa jedoch dort. Ein Jahr später heiratete Heinrich VII. erneut. Es handelte sich hierbei um Johannetta Freiin zu Winneberg, nahe Cochem.
Nach dem Tod seines Onkels Graf Joachim war Heinrich der Älteste des Geschlechtes. Aufgrund der seit 1566 gesetzlich geltenden Senioratsnachfolge im Hause Ortenburg, wurde Heinrich am 4. Juli 1600 durch Kaiser Rudolf II. mit der Reichsgrafschaft Ortenburg belehnt. Da Joachim kinderlos verstarb, fiel dessen Erbe laut Testament an dessen Witwe Lucia Freiin zu Limpurg. Joachim verpfändete ihr die Grafschaft, damit diese nicht hablos blieb. Somit fielen sämtliche Besitzungen der Grafen, außer ihren Privatvermögen, an Lucia. Lediglich die hohe Schuldenlast blieb den Ortenburgern. Um die Schulden zu tilgen zu können, versuchte Heinrich die Grafschaft von Lucia zu erwerben, indem er ihr einen Schuldbrief für ihre geforderte Summe von 19.000 Gulden anbot. Lucia lehnte dies jedoch am 7. Februar 1601 ab. Hierbei zeichnete sich langsam ab, dass sie keinerlei Absicht hatte, die Grafschaft wieder abzugeben, sondern dass sie die Grafschaft ihrem eigenen Geschlechte vermachen wollte. Dies führte bis zu ihrem Tode im Jahre 1626 zu langwierigen Konflikten mit der Bevölkerung der Reichsgrafschaft.
Die Schuldenlast war letztendlich so erdrückend für Heinrich VII. und seinen Neffen Georg IV., dass sie gezwungen waren, die anhaltenden Streitigkeiten mit Herzog Maximilian I. von Bayern zu beenden. So traten sie gemeinsam an den Herzog heran und baten ihn um Hilfe. Herzog Maximilian versprach ihnen, wenn sie ihm huldigten und die Treue schwören würden, Hilfe in ihrer misslichen Lage zu leisten. Heinrich VII. und Georg IV. folgten seinen Anweisungen. Im Gegenzug erhielten die Ortenburger wieder all ihre bayerischen Lehen zurück, mit Ausnahme der reichen Herrschaft Mattighofen. Herzog Maximilian fürchtete, dass die Ortenburger durch die reichen Einnahmen der Hofmark bald wieder so mächtig werden könnten wie zu Beginn von Joachims Regentschaft. Aus diesem Grund kaufte er Heinrich VII. und Georg IV. die Herrschaft für 102.000 Gulden ab. Heinrich war einem Verkauf aufgrund der immensen Schulden, welche das Grafengeschlecht angehäuft hatte, nicht abgeneigt. Durch den Verkauf Mattighofens waren diese größtenteils beglichen. Als Gegenleistung für ihre zurückerstatteten Lehen zogen die Ortenburger alle seit Graf Joachim noch laufenden Prozesse und Klagen vor dem Reichskammergericht in Speyer zurück, und Georg IV. verpflichtete sich, als nächster regierender Graf zum katholischen Glauben zu konvertieren. Damit war der fast 40-jährige Konflikt mit den bayerischen Herzögen beendet.
Am 30. Juli 1603 verstarb Heinrich VII. auf Schloss Söldenau. Es gelang ihm nicht mehr, die Grafschaft und den Markt Ortenburg von Lucia auszulösen. Auch seinen beiden Nachfolgern Georg IV. und Friedrich Casimir blieb dies verwehrt. Erst Graf Georg Reinhard vermochte die Grafschaft 1658 freizukaufen. Heinrich VII. ist es aber dennoch gelungen, in seiner sehr kurzen Amtszeit das Grafengeschlecht vor weiterem Schaden zu bewahren und die Schulden stark zu verringern.

## Nachkommen
Heinrich VII. war zweimal verheiratet, in erster Ehe mit Anna Jakobäa Fugger, Freiin von Kirchberg und Weißenhorn, und in zweiter Ehe mit Johannetta, Freiin von Winneberg. Aus diesen Ehen entstammen folgende Kinder:
1. Ehe:
- Lucia Euphemia (* 22. Mai 1586 auf Burg Waldeck; † 6. Mai 1648 auf Schloss Alt-Ortenburg)

2. Ehe:
- NN, Tochter, (* und † 24. April 1589 auf Burg Waldeck)
- Friedrich Casimir (* 23. Januar 1591 auf Burg Waldeck; † 2. März 1658 auf Schloss Alt-Ortenburg), 1627–1658 Reichsgraf von Ortenburg
- Johann Philipp (* 14. Oktober 1592 auf Burg Waldeck; † 20. Juni 1631) königlich schwedischer Obrist
- Heinrich VIII. (* 23. August 1594 auf Burg Waldeck; 29. August 1622 bei Charleroi) Obrist des Leibregiments in der pfälzischen Armee
- Christian (* 12. August 1600 auf Burg Waldeck; 18. Juli 1601 ebenda)